# Nallachius hermosa
Nallachius hermosa is een insect uit de familie van de Dilaridae, die tot de orde netvleugeligen (Neuroptera) behoort. 
Nallachius hermosa is voor het eerst wetenschappelijk beschreven door Banks in 1913.